# 约翰·科姆洛什
约翰·科姆洛什（1944年12月28日—），是一位匈牙利裔美国经济史学家 ，曾在慕尼黑大学担任经济史教授。20世纪80年代，他推動了计量史学的發展，並且還研究经济发展对人体生理（如身高）的影响。

## 职业生涯
科姆洛什在芝加哥大学获得了历史学博士学位（1978年）和经济学博士学位（1990年），之後他開始研究經濟發展對人类身高的影響。1989 年，科姆洛什将这门新学科命名为计量史学。1984年至1986年，他在北卡罗来纳大学教堂山分校的卡罗莱纳人口中心担任研究员。科姆洛什还在哈佛大学、杜克大学、北卡罗来纳大学教堂山分校、维也纳大学和維也納經濟大學任教。他退休前曾在慕尼黑大学担任经济学和经济史教授。同时他也是2003年創刊的《经济学与人类生物学》的编辑。
2013年，科姆洛什当选为气候计量学学会会员。